# Nickelsulfamat
Nickelsulfamat ist eine chemische Verbindung. Sie wird zur galvanischen Vernickelung genutzt. Die abgeschiedene Schicht kann bis zu 2 mm dick sein und besitzt eine Härte von 150 bis 300 HV.

## Gewinnung
Nickelsulfamat kann durch Reaktion von Nickelpulver oder Nickel(II)-carbonat mit Amidosulfonsäure bei niedrigem pH-Wert hergestellt werden.
{\displaystyle \mathrm {NiCO_{3}+2\ HSO_{3}NH_{2}\longrightarrow Ni(SO_{3}NH_{2})_{2}+CO_{2}+H_{2}O} }

## Eigenschaften
Nickelsulfamat ist ein grüner Feststoff, der löslich in Wasser ist. Seine Löslichkeit ist so hoch, dass er aus einer Lösung nicht rekristallisiert werden kann. Das technische Produkt wird deshalb als konzentrierte Lösung angeboten.

## Verwendung
Zur Anwendung kommt Nickelsulfamat als Bestandteil von Elektrolytlösungen zum Vernickeln von Oberflächen;
eine solche Lösung besteht beispielsweise aus folgenden Komponenten:
| Stoff                         | Summenformel       | Konzentration |
| ----------------------------- | ------------------ | ------------- |
| Nickelsulfamat                | Ni(SO3NH2)2 · 4H2O | 50–65 g/l     |
| Nickel(II)-chlorid-Hexahydrat | NiCl2 · 6H2O       | 5–15 g/l      |
| Borsäure                      | H3BO3              | 30–45 g/l     |